# 白ウサギ (不思議の国のアリス)
このうさぎは、ルイス・キャロルの児童小説『不思議の国のアリス』に登場する、擬人化されたウサギのキャラクターである。
物語の冒頭で、服を着て人の言葉を発しながらアリスの目の前を横切っていき、彼の後を追っていくことによってアリスは不思議の国の世界へと迷い込むことになる。その後も物語を通してたびたびアリスの前に姿を見せる。不思議の国への導き手である白ウサギは、象徴的なキャラクターとしてサブカルチャーにおいてもしばしば言及の対象となっている。

## 作中での描写
白ウサギは物語の冒頭においてチョッキを着た姿で登場する。彼は取り出した時計を見つつ「大変だ、遅刻する」と言いながらアリスの目の前を横切ってウサギ穴の中に飛び込んでいく。不思議に思ったアリスが彼を追ってその穴に飛び込むことによって、アリスは結果的に不思議の国の世界にいざなわれることになる。第2章では、ウサギ穴を通って広間にたどり着いたアリスの前を正装に着替えた姿で通りかかる。しかし不思議なケーキの効果で大きくなっていたアリスに呼びかけられて驚愕し、手に持っていた皮手袋と扇子を落としてしまう（この扇子には身体を小さくさせる効果があり、アリスはこれを手に持つことによって再び小さくなる）。
つづく第3章では、落とした皮手袋と扇子を探しにふたたびアリスの傍にやってくるが、このときの台詞で彼が公爵夫人のもとに急いでいることがわかる。白ウサギはアリスを女中のメアリー・アン（これは当時は女中を婉曲に指す言葉でもあった）と勘違いして、家へ行って皮手袋と扇子を取ってくるように命じる。アリスは言われたとおりに白ウサギの家に行くが、その中で瓶に入った飲み物を飲んでしまい、部屋いっぱいに大きくなってしまって外に出られなくなる。窓から出た巨大な手に驚いた白ウサギは、「トカゲのビル」を入り込ませてアリスを追い出そうと画策するが、ビルはアリスに蹴り上げられてのびてしまう（その後、アリスは投げ入れられた小石が変化したケーキを口にすることによって元の大きさにもどる）。
第8章では、ハートの王と女王の客たちに混じって、周囲に愛嬌を振りまきながら姿を見せる。その後第10章および第11章の裁判の場面では布告役を務め、タルトを盗んだというハートのジャックの罪状として「ハートの女王」の歌を読み上げ、また証拠物件としてナンセンスな詩を読み上げたり、裁判官役であるハートの王に目配せして発言の誘導を行ったりする。

## 背景
キャロルは後年の「舞台のアリス」（1887年）という文において、白ウサギの性格付けについて以下のように書いている。
彼は「アリス」の同属として作られたのか、それとも対比を意図して作られたのか？ もちろん、対比としてだ。アリスの「若さ」「勇敢さ」「健康さ」そして「目的に対する迷いのなさ」に対して、「老成」「臆病」「虚弱」そして「神経質な優柔不断さ」を読み取ることができれば、私が彼をどう描こうとしたかが理解できるだろう。私は白ウサギは眼鏡をかけていると思う。その声はきっと震え声だろう、そして膝はぶるぶる震えていて、ガチョウに対して「ブー」とも言えないような風采をしていることだろう！

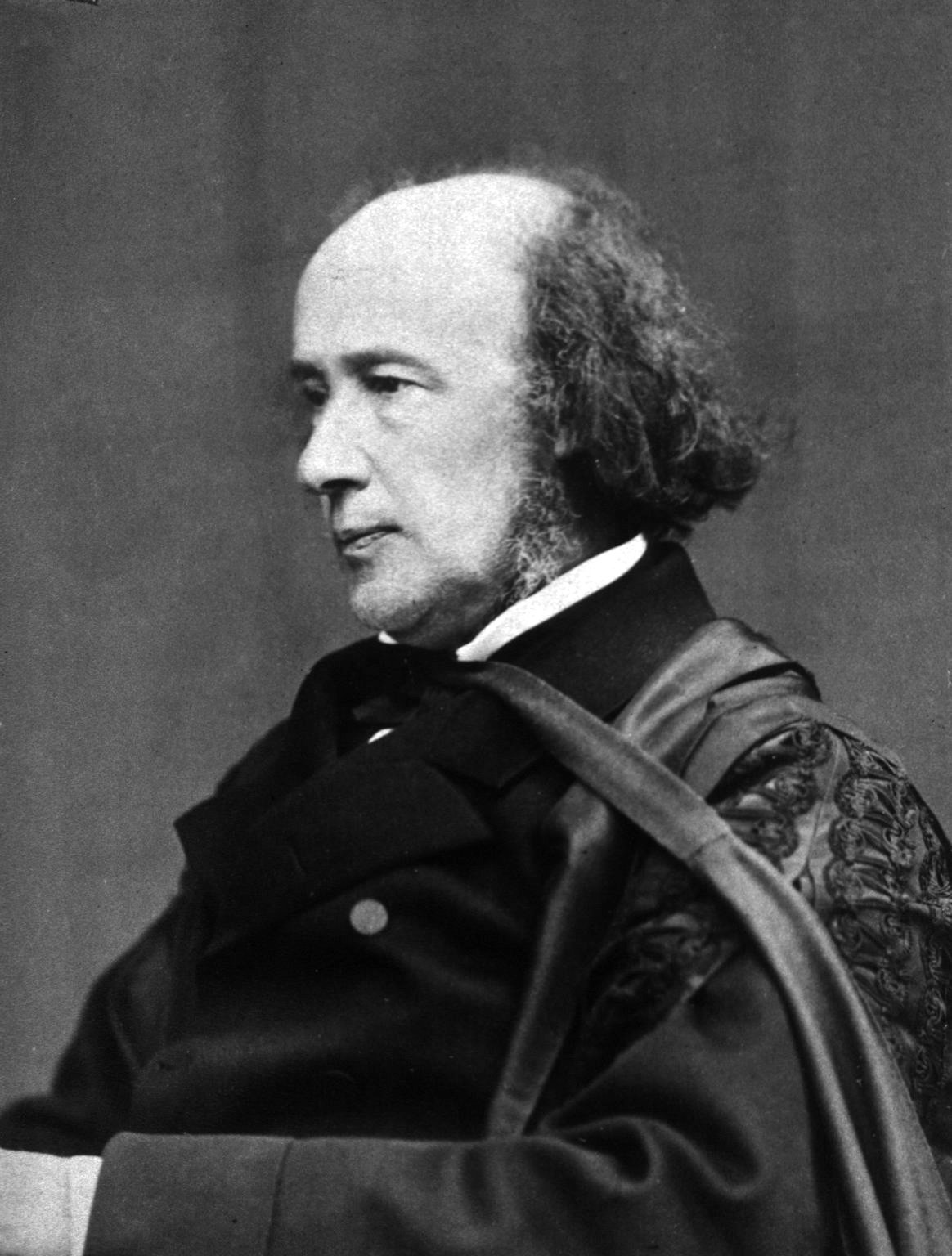
白ウサギのモデルといわれているヘンリー・アクランド

白ウサギのキャラクターは、オックスフォード大学の医学部教授ヘンリー・ウェントワース・アクランドがモデルになっていると言われている。皇太子とレオポルド王子の名誉医師であった彼は、またリデル家のかかりつけの医師でもあり、キャロルとも面識があった。ひげをはやし、スマートな着こなしをする人物で、足早に歩く癖があったがよく遅刻をしたという。また標本で溢れかえっていたその研究室は、ウサギ穴を落ちながらアリスが見る瓶や毒薬が置かれた棚に反映されているとも言われている。
キャロルとアリス・リデルが遊んだオックスフォード大学クライスト・チャーチの庭では、実際にウサギを見かけることも珍しくなく、またウサギが穴に飛び込むような場面も驚くようなことではなかった。しかしキャロル自身はあまり生身の動物には興味がなかったらしく、生きたウサギを観察してモデルとした可能性は低いと考えられる。作中のウサギの動物的な所作の側面については、キャロルの親しい友人で、『不思議の国のアリス』の出版に関しても助言を行っているジョージ・マクドナルドの『ファンタステス』（1858年）に登場するウサギの描写も影響を与えていると見られる。

## 映画
ディズニーのアニメ映画『ふしぎの国のアリス』では、鼻眼鏡をかけ、巨大な懐中時計を携えた姿で登場する。この時計は「狂ったお茶会」で帽子屋たちにバターやジャムを塗りたくられて壊されてしまう。「遅刻だ、遅刻だ」という冒頭の台詞は短い歌になっている。声はビル・トンプソンが当てている。
ティム・バートン監督による2010年の翻案映画『アリス・イン・ワンダーランド』では、白ウサギはニベンズ・マクトウィスプ（Nivens McTwisp）という名が与えられ、「赤の女王」の部下として登場する。しかし実は白の女王側のレジスタンスの一員であり、ジョニー・デップが演じるマッド・ハッターからアリスを捜す任務を受けている。この映画では白ウサギはCGであり、声はマイケル・シーンが担当している。

## 影響
- アメリカのサイケデリック・ロックバンドジェファーソン・エアプレインの代表的な楽曲の一つに、『アリス』の世界をLSD感覚で歌った「ホワイト・ラビット」(White Rabbit, 1967) がある。
- アメリカのSFテレビドラマシリーズ『宇宙大作戦』の1966年のエピソード『おかしなおかしな遊園惑星』（原題: Shore Leave）では、想像が現実になって現われる惑星にたどり着いた主人公一向のなかで、レナード・マッコイは白ウサギを目にする。
- ウォシャウスキー兄弟監督のSF映画『マトリックス』（1999年）では、主人公ネオは白ウサギのタトゥーに導かれて反乱組織に加わる。
- アメリカのテレビドラマシリーズ『LOST』では、たびたび白ウサギが言及される。第1シーズン第5話『責任』（原題: White Rabbit）では、ロックが「ジャックが父の姿をした白ウサギを追いかけている」と述べる。また、ダーマ・イニシアティブのステーションの一つである「ルッキング・グラス」のマークは白ウサギがモチーフとなっている。
- CERNのWhite Rabbit Project（英語版）の名称は、このキャラクターに由来する。